# Maesa parvifolia
Maesa parvifolia är en viveväxtart som beskrevs av A. Dc. Maesa parvifolia ingår i släktet Maesa och familjen viveväxter. Inga underarter finns listade i Catalogue of Life.